# Senocrate
Senocrate (in greco antico: Ξενοκράτης?, Xenokrátēs; Calcedonia, 396 a.C. – Atene, 314 a.C.) è stato un filosofo greco antico.

## Biografia
Fu discepolo di Platone e, sembra, anche di Eschine Socratico. Alla morte di Platone, lasciò l'Accademia per dissapori con lo scolarca Speusippo, di cui prese il posto nel 339, guidando la scuola fino alla morte. 
Narra Eliano che, quando Platone era molto vecchio, Senocrate dovette allontanarsi da Atene. Durante la sua assenza, Aristotele si appostò lungo la passeggiata di Platone e lo interrogò allo scopo di metterlo in difficoltà. Al suo ritorno, Senocrate chiese agli altri discepoli come mai Platone non uscisse più di casa. Quando seppe del comportamento malevolo di Aristotele, lo riprese in modo violento e poi rimproverò Speusippo e gli altri discepoli per non avere difeso il maestro.
Sempre secondo Eliano, il tiranno Dionisio mise in palio una corona d'oro per chi beveva di più; Senocrate la vinse e la pose sulla statua di Ermes, sulla quale venivano di solito lasciate le corone di mirto, d'alloro o d'ulivo.

## Opere
Diogene Laerzio ci ha lasciato un dovizioso elenco delle opere senocratee, tutte perdute a parte frammentiː
Oltre a ciò, ancora altri quindici libri e poi altri sedici, di insegnamenti relativi all’arte del parlare; e nove libri di Questioni logiche; sei libri intorno alle scienze, altri due libri sulla conoscenza intellettiva. E ancora: Sui geometri, V; Commentarii, I; I contrarii, I; Dei numeri, I; Teoria dei numeri, I; Degli intervalli, I; Teorie astronomiche, VI; Elementi sull’arte del regnare, ad Alessandro, IV; Ad Arriba; Ad Efestione; Sulla geometria,II. In tutto fanno 224.239 linee»
(Diogene Laerzio, IV 10 (trad. M. Isnardi Parente))

## Pensiero
Nonostante fosse di modesta capacità speculativa, ebbe tuttavia una certa influenza nello sviluppo della scuola. Distinse il sapere, l'opinione e la sensazione: il sapere è pienamente vero, la sensazione ha una verità inferiore e l'opinione ha insieme mescolate verità e falsità. Queste tre specie di conoscenza corrispondono a tre specie di oggetti: il sapere alla sostanza intelligibile, la sensazione alla sostanza sensibile, l'opinione a una sostanza mista.
Con Senocrate si accentua la tendenza al pitagorismo che già caratterizzava l'ultima speculazione di Platone e quella di Speusippo. 
Notevole è la sua definizione dell'anima come "un numero che si muove da sé" nella quale egli evidentemente intendeva per numero quell'ordine che già Platone aveva indicato con la stessa parola.
A Senocrate sono probabilmente da attribuirsi la tripartizione della filosofia in dialettica, fisica, etica e la dottrina delle idee-numeri che Aristotele riferiva ai "platonici"; secondo tale dottrina il numero costituiva l'essenza del mondo. Si distinguevano i numeri ideali da quelli con i quali si calcola; i numeri ideali, considerati come gli elementi primordiali delle cose, erano dieci. Di questi, l'unità e la dualità erano i principi rispettivamente della divisibilità e dell'indivisibilità, dall'unione dei quali scaturiva il numero propriamente detto.
Nell'etica, Senocrate seguiva Platone: pose la felicità nel "possesso della virtù e dei mezzi per conseguirla".